# Лянторское нефтегазоконденсатное месторождение
Лянторское — гигантское нефтегазоконденсатное месторождение в России. Расположено в Ханты-Мансийском автономном округе, вблизи Лянтора. Открыто в 1965 году. Относится к разряду «гигантских», но при этом является одним из самых сложных в геологическом отношении.
Промышленная эксплуатация Лянторского месторождения началась в 1978 году. Через два года для его интенсивной разработки было создано нефтегазодобывающее управление «Лянторнефть». По объемам добычи является вторым месторождением ОАО «Сургутнефтегаз», уступая только легендарной Фёдоровке.
Полные запасы нефти 2,0 млрд тонн, а остаточные запасы нефти 380 млн тонн. Начальные запасы газа св. 250 млрд. м³.
Залежи на глубине 2 км.
Месторождение относится к Западно-Сибирской провинции.
Оператором месторождение является российская нефтяная компания Сургутнефтегаз. Добыча нефти на месторождении в 2007 году составила 7,5 млн тонн.